# Barbara Weinberger
Barbara Weinberger (* 1955 in Miesbach) ist eine deutsche Goldschmiedin, Steinschleiferin und angewandte Künstlerin.

## Leben
Weinberger besuchte ab 1975 die Staatliche Fachschule für Glas und Schmuck in Kaufbeuren-Neugablonz, wo sie bei Nikolaus Epp eine dreijährige Lehre als Silberschmiedin absolvierte. Von 1978 bis 1984 studierte sie an der Akademie der Bildenden Künste Nürnberg, Gold- und Silberschmiedeklasse, bei Erhard Hössle.
Während des Studiums leitete Weinberger Schmiede-Workshops an der Hermann-Lietz-Schule Schloss Hohenwehrda und arbeitete im Bildhaueratelier Heinrich Kirchner in Pavolding. Seit Beginn des Kunststudiums war ihre hauptsächliche Beschäftigung Schmuck – anfangs aus textilen Materialien, später häufig geschmiedete Stücke mit geschliffenen Steinformen. In den Jahren 1988 bis 1992 erfolgte eine ausschließliche Beschäftigung mit dem Thema Halsschmuck in der Kombination Steine, Kupfer, Gold.
Zwischen 1982 und 1996 war Weinberger regelmäßige Ausstellerin auf den Frankfurter Messen Ambiente und Tendence. Sie ist seit 1983 Mitglied im Berufsverband Bildender Künstler und arbeitet seit 1984 selbständig im Atelier in Nürnberg.
1986 erhielt sie einen Herbert Hofmann Preis. 1991 folgte der Bayerische Staatspreis und der Hessische Staatspreis für das Deutsche Kunsthandwerk.
Arbeiten von Weinberger befinden sich im Besitz der Danner-Stiftung, München. Sie sind als Dauerleihgabe in der Pinakothek der Moderne in München/Die Neue Sammlung, Staatliches Museum für angewandte Kunst.

## Ausstellungen
- Neues Museum für Kunst und Design, Nürnberg: EinBlick im unteren Foyer 2007, 2006
- British Crafts Centre, London: Jewellery Redefined
- Goldschmiedhaus Hanau: Der Armreif
- Nippon Conversation Centre, Tokio German Crafts
- Museum für Kunst+Kunstgeschichte, Dortmund: rotunde 99
- Schmuckmuseum Pforzheim: Die Klasse Hössle der Akademie Nürnberg
- Landesgewerbeanstalt Stuttgart: Europäisches Kunsthandwerk
- Provincaal Diamant Museum, Antwerpen: Zeitgenössischer Schmuck aus Deutschland
- Museum für Kunst+Kunstgeschichte, Dortmund: rotunde 94
- Gold&Silberschmiede, Gesellschaft für christliche Kunst, München
- Albrecht-Dürer-Gesellschaft, Nürnberg: Jahresgaben 1989
- Haus der Kunst, München: Schmuck 86